# François Gonnessiat
François Gonnessiat, född 22 maj 1856 i Nurieux-Volognat, Frankrike, död den 18 oktober 1934, var en fransk astronom.
Han var verksam vid Lyons observatorium, Quitos astronomiska observatorium och Algerobservatoriet.
År 1889 tilldelades han Lalandepriset.
Minor Planet Center listar honom även som upptäckare av 2 asteroider.
Asteroiden 1177 Gonnessia är uppkallad efter honom.

## Asteroider upptäckta av François Gonnessiat
| 915 Cosette    | 14 december 1918 |
| 931 Whittemora | 19 mars 1920     |